# German Service Organisation
Die German Service Organisation (GSO) war eine nach dem Zweiten Weltkrieg geschaffene Organisation, der alle deutschen Zivilangestellten der britischen Besatzungsmacht in Deutschland angehörten. Sie ist am 21. Oktober 1950 aus der German Civil Labour Organisation (GCLO) hervorgegangen. Bezahlt wurden die GSO-Angehörigen vom deutschen Staat.
Obwohl zivilangestellt, trugen die Angehörigen der GSO eine dunkelgrüne Uniform mit den Buchstaben GSO auf dem linken Ärmel nahe der Schulter; sie waren hauptsächlich als Kraftfahrer beschäftigt.
Aus Teilen der in West-Berlin stationierten GSO-Einheiten des Britischen Sektors wurde am 1. September 1950 der German Service Organisation Berlin (Watchmen’s Service) gebildet und schließlich am 1. Dezember 1950 in Dienst gestellt, aus dem 1982 die 248 German Security Unit als deutsche Kompanie der britischen Militärpolizei RMP hervorging.